# Twelve Miles Out
Twelve Miles Out is een Amerikaanse dramafilm uit 1927 onder regie van Jack Conway. In Nederland werd de film destijds uitgebracht onder de titel De vrijbuiter.

## Verhaal
De film gaat over de rivaliserende vriendschap met Red en hun carrière als dieven. Jerry ontmoet Jane, die hem probeert aan te geven vanwege zijn illegale activiteiten. Om die reden ontvoert hij haar en haar verloofde John.

## Rolverdeling
| Acteur            | Personage   |
| ----------------- | ----------- |
| John Gilbert      | Jerry Fay   |
| Ernest Torrence   | Red McCue   |
| Joan Crawford     | Jane        |
| Eileen Percy      | Maizie      |
| Paulette Duval    | Trini       |
| Dorothy Sebastian | Chiquita    |
| Gwen Lee          | Hulda       |
| Edward Earle      | John Burton |
| Bert Roach        | Luke        |
| Tom O'Brien       | Irish       |